# Xiong Yan (père)
Pour les articles homonymes, voir Xiong Yan.
Xiong Yan (chinois : 熊延, ???–848 av. J.C) , est le neuvième Vicomte de Chu. Son règne, qui commence a une date inconnue et s’achève en 848 av. J.C, a lieu au début de la période de la dynastie Zhou (1046–256 av. J.C).
Xiong Yan succède a son père Xiong Zhi, qui a abdiqué pour cause de maladie. Selon le Shiji, Xiong Yan serait en fait le frère de Xiong Zhi et l'aurait tué avant d'usurper le trône. Cependant, ce récit est contredit par des textes historiques antérieurs, à savoir le Zuo Zhuan et les Discours des royaumes, ainsi que les lamelles de bambou de Tsinghua, qui s'accordent tous a dire que Xiong Kang a bien régné sur le Shu et que Xiong Zhi est bien son fils et successeur
Xiong Yan meurt en 848 av. J.-C. et son fils aîné Xiong Yong lui succède. Son fils cadet, qui se nomme également Xiong Yan (熊嚴), monte sur le trône après la mort de Yong.